# Shire of Dundas
Shire of Dundas is een Local Government Area (LGA) in de regio Goldfields-Esperance in West-Australië. Shire of Dundas telde 677 inwoners in 2021. De hoofdplaats is Norseman.

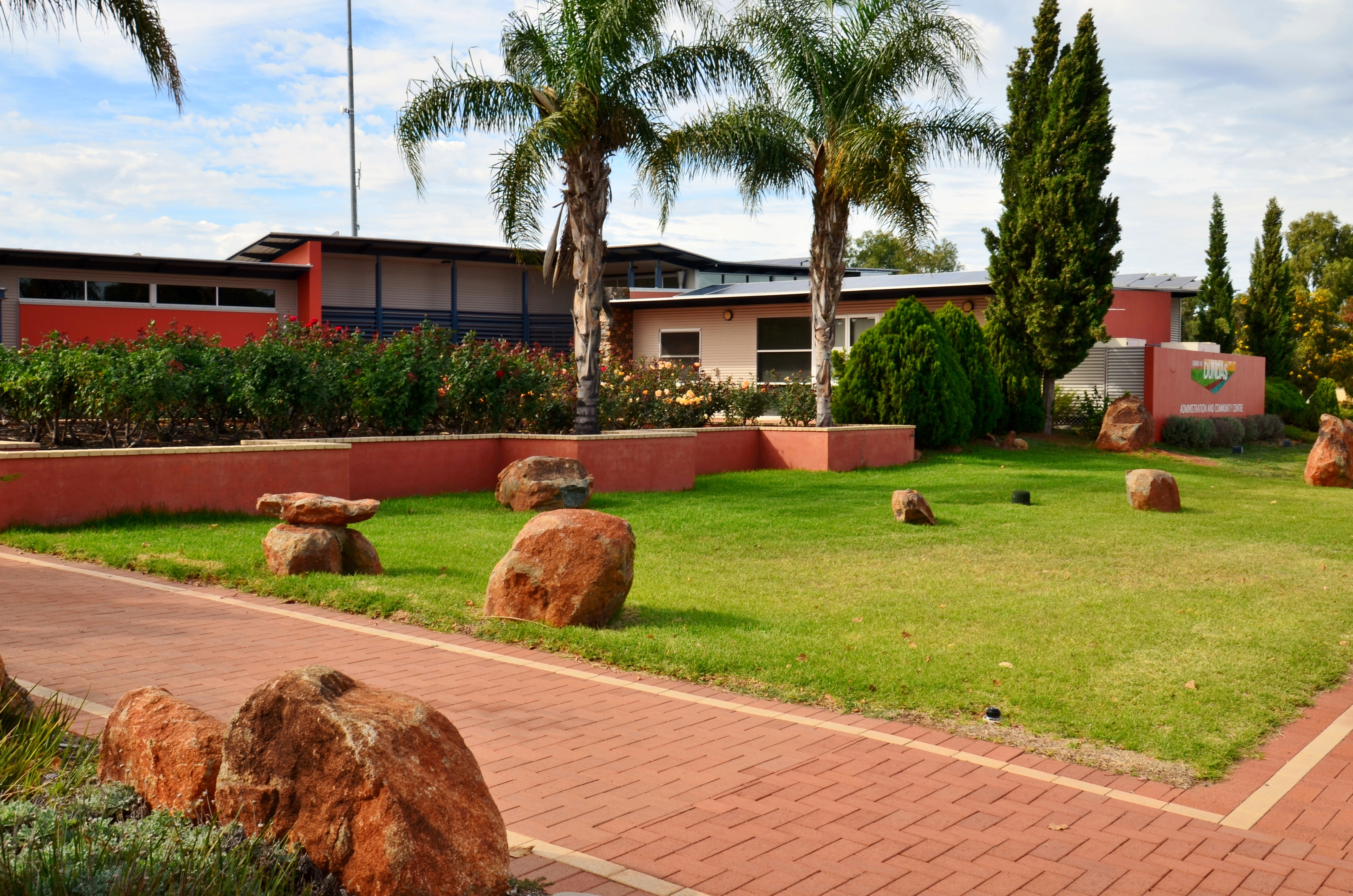
districtskantoren

## Geschiedenis
Op 15 februari 1895 werd het eerste 'Dundas Road District' opgericht. Het bestond tot 25 januari 1918 toen het samen met het 'Esperance Road District' het 'Norseman Road District' werd gevormd. Op 21 juni 1929 werd het 'Dundas Road District' voor de tweede maal opgericht. Ten gevolge de 'Local Government Act' van 1960 veranderde het district op 23 juni 1961 van naam en werd de Shire of Dundas.

## Beschrijving
Shire of Dundas is een district in de regio Goldfields-Esperance. Het is 93.179 km² groot en ligt 700 tot 1.500 kilometer ten oosten van de West-Australische hoofdstad Perth. Het district telde 677 inwoners in 2021. Het lokale bestuur stelde 29 fte's te werk in 2019.

## Plaatsen, dorpen en lokaliteiten
- Norseman
- Balladonia
- Buldania
- Caiguna
- Cocklebiddy
- Dundas
- Eucla
- Madura
- Mundrabilla
- Princess Royal